# You Can Dance
You Can Dance este primul album de remixuri al artistei american Madonna, lansat pe 17 noiembrie 1987. Albumul conține remixuri ale unor piese de pe primele trei albume ale artistei, și un nou track Spotlight.

## Premii și recunoașteri
| Anul | Ceremonia                        | Premiul | Rezultatul |
| ---- | -------------------------------- | ------- | ---------- |
| 1986 | The 1986 Pazz & Jop Critics Poll | Albums  | Locul 22   |